# جونیل
جونیل (به انگلیسی: Juniel) با نام اصلی چوی سیو-آه (به انگلیسی: Choi Seo-ah) (زاده ۳ سپتامبر ۱۹۹۳) خواننده و ترانه‌سرا اهل کره جنوبی است.